# Huemaco
Huemaco är en ort i Mexiko.   Den ligger i kommunen Huautla och delstaten Hidalgo, i den sydöstra delen av landet, 190 km nordost om huvudstaden Mexico City. Huemaco ligger 391 meter över havet och antalet invånare är 305.
Terrängen runt Huemaco är lite kuperad. Runt Huemaco är det ganska tätbefolkat, med 96 invånare per kvadratkilometer. Närmaste större samhälle är Xochiatipan de Castillo, 14,3 km söder om Huemaco. Omgivningarna runt Huemaco är en mosaik av jordbruksmark och naturlig växtlighet.